# Warp Records
Warp Records, conocida habitualmente como Warp, es una discográfica fundada el 6 de junio de 1989 por Steve Beckett y Rob Mitchell (fallecido en 2003) con origen en Sheffield (Reino Unido). Durante su trayectoria ha obtenido reconocimiento en el circuito de música electrónica ya que su catálogo aborda diferentes subgéneros. Hasta 2019 ha editado más de 3000 referencias entre álbumes, singles, casetes o archivos digitales.

## Historia
Beckett y Mitchell trabajaban a finales de los años 80 en una tienda de discos de Sheffield llamada FON. En ella entraron en contacto con los primigenios sonidos del House de Chicago, el Techno de Detroit y el Acid recién llegado a Mánchester vía Chicago. Abducidos por esta nueva música, casi desconocida por entonces en Europa, deciden sacar adelante una discográfica que aglutine a los nuevos artistas electrónicos del Reino Unido. El sello se llamaría Warp ("Retorcido" en español) como acrónimo de "We Are Reasonable People" ("Somos Gente Razonable").
Warp comienza publicando discos de bleep, el estilo que surgió en el norte de Inglaterra entre 1989 y 1991. La primera referencia del sello sería el maxi de Forgemasters Track with no Name. A pesar de lo limitado de las referencias de Warp en aquel tiempo, el éxito de grupos como 808 State o The KLF auguran un buen futuro al nuevo sello. Así fue y tan solo con la quinta referencia consiguen un Top 20 en la lista de sencillos del Reino Unido con el maxi homónimo de LFO. El primer LP publicado sería Clocks Coming de los pioneros del bleep Sweet Exorcist. 
Después de este LP sale a la calle el primer recopilatorio del sello, Pioneers of the Hypnotic Groove. Los recopilatorios de Warp, aparte de la función de escaparate de sus artistas, se convirtieron en piedras angulares en la configuración de nuevos estilos en la música electrónica. El más notable de estos recopilatorios fue Artificial Intelligence publicado en 1992, al que siguió una serie de discos clave en la formación del estilo que se ha venido a llamar intelligent techno o IDM. Esta etiqueta hacía referencia al techno estilizado y experimental que exhibían sus artistas en contraposición al sonido más brutal o centrado en la pista en boga por entonces. Artificial Intelligence II sería la continuación de este recopilatorio y el disco que cerraría la serie (1994).
En 1999 Warp celebra sus primeros diez años de existencia con la publicación de tres recopilatorios llamados 10+1, 10+2 y 10+3. En 6 discos se recogen las influencias, los remixes y las canciones clásicas que ayudaron al sello de Sheffield a convertirse en uno de los más influentes del mundo en los 90. No en vano, la influencia de Warp en la música moderna ha sido más que relevante. Además de contribuir al desarrollo de géneros como la IDM, de ayudar en el desarrollo de otros como el Drum and Bass o el Ambient y de acoger a artistas tan representativos como Aphex Twin (bajo sus numerosos alias), Autechre o Boards of Canada, su mayor mérito ha sido acercar a la música popular la experimentación y el riesgo.
En 2001 Warp inicia su andadura en el mundo visual con la creación de Warp Films, una subsidiaria encargada de realizar los videoclips del sello y películas de corte experimental como Rubber Johnny del director Chris Cunningham.
Con la llegada de internet y los programas p2p Warp lanza su alternativa en forma de tienda virtual llamada Bleep. De corte similar a iTunes, Bleep ofrece para descargar todo el catálogo de Warp, canciones inéditas de sus artistas, melodías para teléfono móvil y referencias de otras discográficas indies como Def Jux, Chemikal Underground o Rough Trade.
En los últimos años y coincidiendo con un cierto déclive en la escena electrónica, Warp se ha abierto hacia otros géneros como el post-punk (!!!), el britpop de nuevo cuño (Maxïmo Park), el hip hop (Anti-Pop Consortium) o incluso el folk (Gravenhurst).
Entre el 22 y el 24 de junio de 2019 realizó un festival de música en línea, a través de la emisora NTS, para celebrar su 30.º aniversario. WXAXRXP ofreció más de cien horas de remezclas, sesiones en directo, vídeos, obras inéditas, nuevas composiciones y radio experimental con la presencia de aristas del catálogo como Aphex Twin, Autechre, Bibio, Broadcast, Clark, Darkstar, Kelly Moran, Lorenzo Senni, Mount Kimbie, Oneohtrix Point Never o Boards Of Canada quienes ofrecieron una sesión de dos horas.

## Imagen visual
Casi tan importante como la música, para Warp la imagen es una de las claves de su prestigio.
Ya a principios de los 90 se inicia una fructífera colaboración con el estudio de diseño gráfico The Designers Republic, también radicado en Sheffield. La imagen rompedora y nada convencional de los diseños de las portadas realizados por este estudio ha llegado incluso a ser motivo de exposiciones en museos de arte contemporáneo.
El tratamiento de los videoclips es también reseñable. Experimentales, rompedores e incluso de dudoso gusto, los vídeos de celebridades como Chris Cunningham, Jarvis Cocker (también cantante de Pulp o los propios The Designers Republic han quedado como obras de referencia en la videocreación moderna. Con motivo del 15º aniversario de Warp, salió a la venta el DVD "Warp Vision. The Videos 1989-2004" donde se recogían los mejores clips realizados hasta la fecha.

## Subsellos
Warp también ha creado varios subsellos, como:
- Gift Records
- Lex Records
- Arcola

## Artistas en catálogo
| - Anti-Pop Consortium - Aphex Twin - Autechre - B12 - Battles - Beans - Bibio - The Black Dog - Boards of Canada - Tyondai Braxton - Broadcast - Brothomstates - Clark - Flying Lotus - Gravenhurst - Jackson and his Computer Band - Jamie Lidell - Jimi Tenor - LFO | - Luke Vibert - Maxïmo Park - Mira Calix - Nightmares on Wax - Oneohtrix Point Never - Plaid - Prefuse73 - Red Snapper - REQ - Rosalía - Savath & Savalas - The Hundred in the Hands - The Sabres of Paradise - Tim Exile - Seefeel - Speedy J - Squarepusher - Tortoise - Two Lone Swordsmen - Vincent Gallo - Yves Tumor |